# 伝明寺 (文京区)
傳明寺（伝明寺、でんみょうじ）は東京都文京区にある仏教寺院。寺紋は丸に下り藤である。

## 由緒
仁山嶺恕（1625年（寛永2年）没）が開山、鏡翁傳明（1649年（慶安2年）没）が開基となり創建した。
通称「藤寺」と呼ばれる。これは『東京名所図絵』に記載されている寺伝によれば、慶安3年（1650年）に徳川家光が牛込高田付近へ鷹狩りに行った際、帰路にこの寺へ立ち寄り、庭一面に藤があるを見て「これこそ藤寺なり」と呼んだことによるという。
かつては「観音水」とよばれる湧水があったが、現在は枯渇している。また別に井戸があり、現在は文京区指定の防災井戸となっている。